# Krzywe Koło (wieś)
Krzywe Koło (niem. Kriefkohl) – wieś w Polsce położona w województwie pomorskim, w powiecie gdańskim, w gminie Suchy Dąb na obszarze Żuław Gdańskich.
Wieś jest siedzibą sołectwa Krzywe Koło, w którego skład wchodzi również miejscowość Krzywe Koło.
Po wojnie trzynastoletniej wieś znalazła się w granicach województwa pomorskiego, stanowiąc wraz z resztą Żuław Steblewskich własność miasta Gdańska. W latach 1954–1958 wieś należała i była siedzibą władz gromady Krzywe Koło, po jej zniesieniu w gromadzie Suchy Dąb. W latach 1945–1998 miejscowość należała do województwa gdańskiego.

## Zabytki
Według rejestru zabytków NID na listę zabytków wpisane są:
- kościół filialny pw. Znalezienia Krzyża Świętego z XIV w., nr rej.: 214 z 5.09.1962, regotyzowany, podwyższony w 1879 o drewnianą wieżę z hełmem wiciowym[5]
- nieczynny cmentarz luterański z 2 poł. XVIII w., nr rej.: A-1883 z 17.04.2012
- mennonicki dom podcieniowy nr 7 z pocz. XIX w., nr rej.: 727 z 7.11.1975. 21 lutego 2023 budynek częściowo spłonął[6].

Na dawnym cmentarzu ewangelickim z XVIII wieku zachowało się kilka płyt nagrobnych.

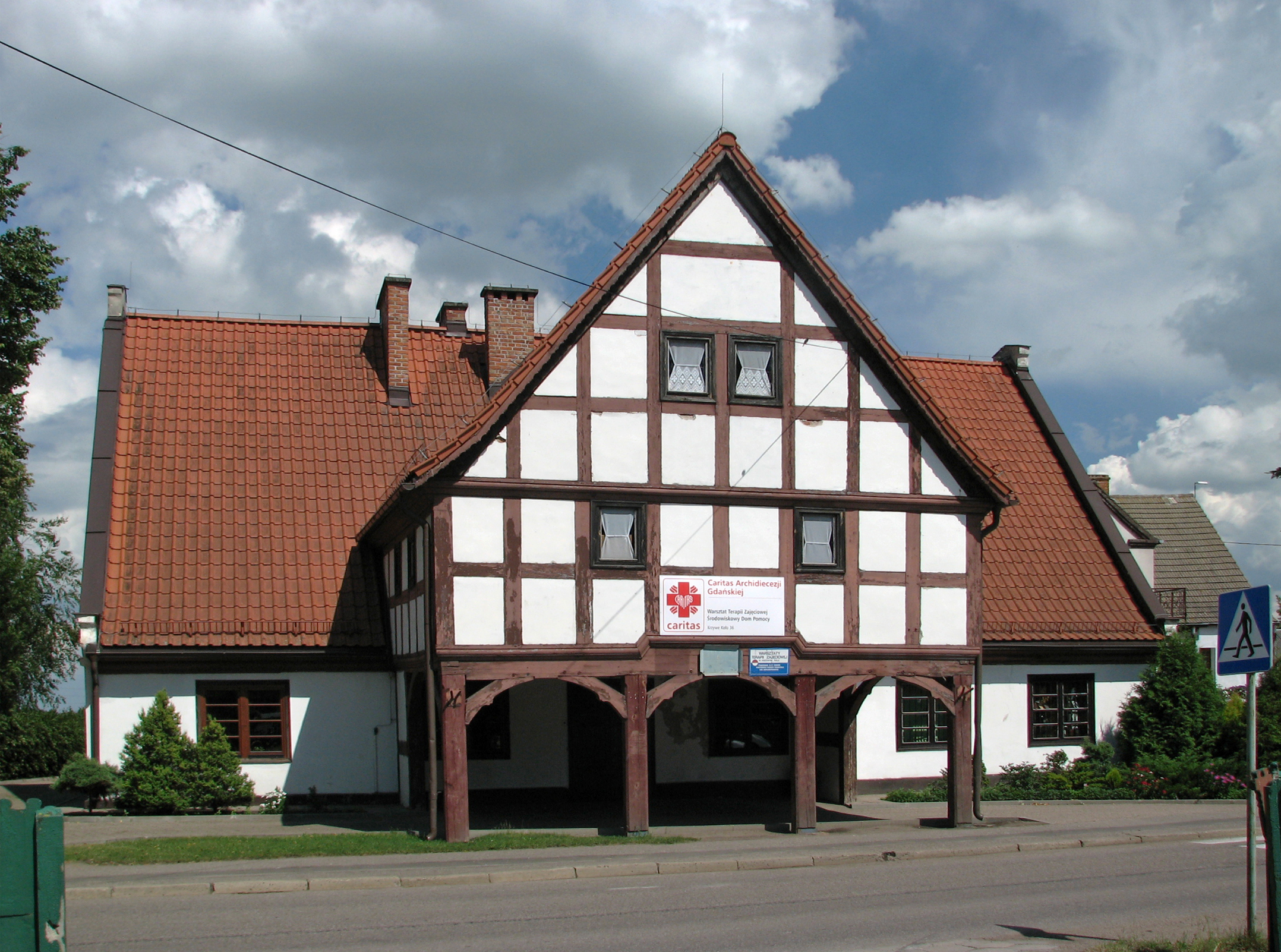
Dom podcieniowy w Krzywym Kole
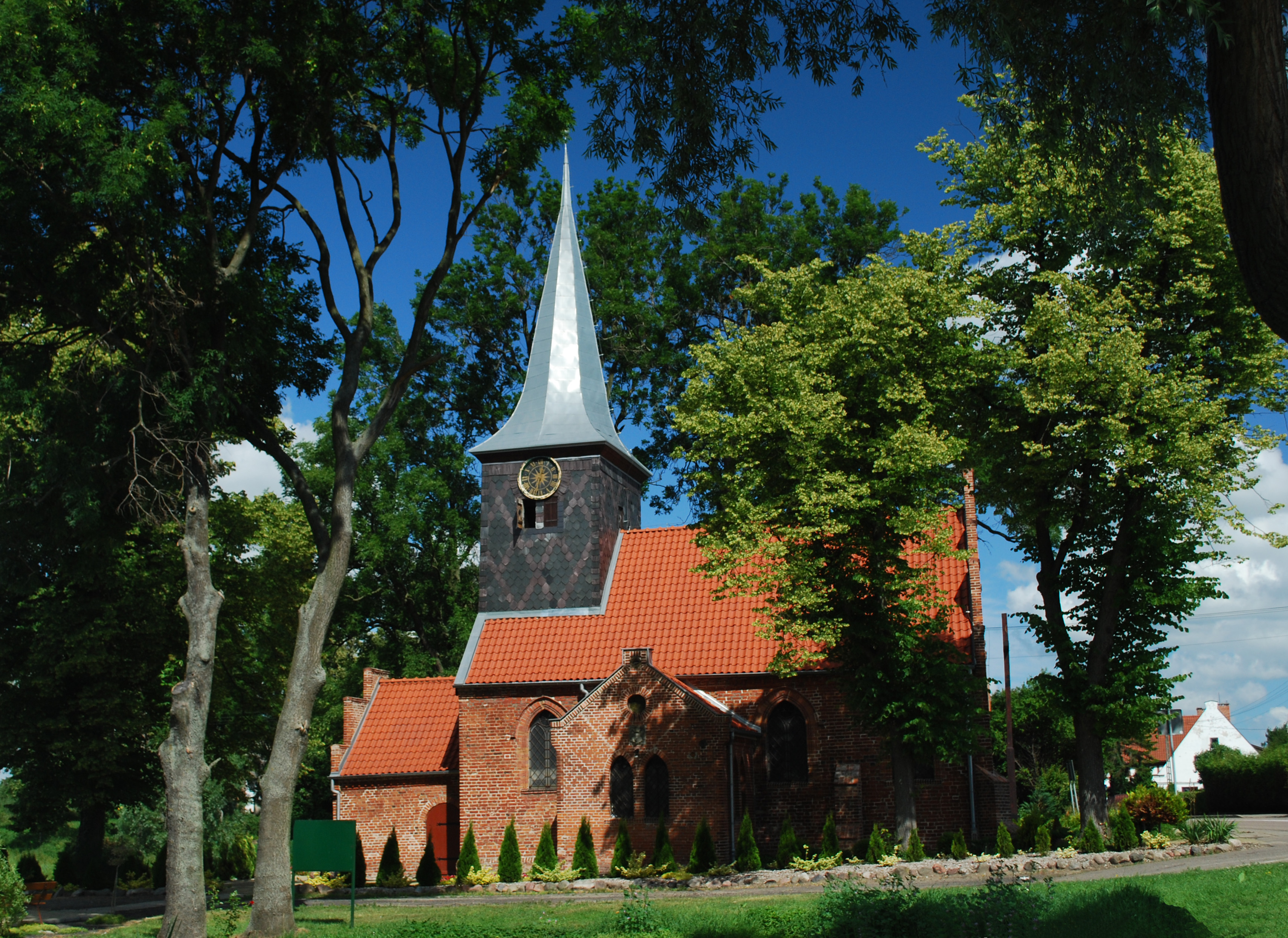
Kościół pw. Znalezienia Świętego Krzyża w Krzywym Kole

### Kościół
Pierwotnie drewniana kaplica. Na jej zrębie w XIV w. wybudowano gotycki kościół, rozbudowany w XVI w. i przebudowany w latach 1685-1686. Wieża została dobudowana w 1747 lub 1748 r. Przed II wojną światową był to kościół ewangelicki. Wewnątrz zachowało się niemal kompletne wyposażenie z XVII i XVIII w., m.in. polichromowane ławy gospodarzy z portretami apostołów na zapleckach i kobiece personifikacje cnót w zachodniej części kościoła. Od 2015 trwają prace konserwatorskie obrazów oraz ław, w czasie których odkryto na drzwiczkach ław sceny biblijne, portrety świętych i postaci biblijnych, nazwiska i gmerki rodowe fundatorów, girlandy owocowe i kwiatowe. Klasa artystyczna portretów świadczy o ich powstaniu w najlepszych gdańskich warsztatach malarskich. Odkryte polichromie datowane są na rok 1687.
W murach kościoła znajdują się kamienne kule armatnie z czasu wojen szwedzkich.